# Erin (Vorname)
Erin ist ein fast immer weiblicher Vorname, die anglisierte Form von Eireann, das seinerseits der Genitiv-Form Éireann zum irischen Éire mit der Bedeutung Irland entspricht.
Als Vorname wird Erin seit etwa Mitte des 20. Jahrhunderts vergeben.

## Namensträger

### Künstlername
- von Erin Anttila (* 1977), finnische Sängerin

### Weiblicher Vorname
- Erin Saoirse Adair (* 1991), kanadische Folksmusikerin
- Erin Baker (* 1961), neuseeländische Triathletin
- Erin Brockovich (* 1960), US-amerikanische Rechtsanwaltsgehilfin
- Erin Burnett (* 1976), US-amerikanische Nachrichtenmoderatorin
- Erin Cahill (* 1980), US-amerikanische Schauspielerin
- Erin Cummings (* 1977), US-amerikanische Schauspielerin
- Erin Cuthbert (* 1998), schottische Fußballspielerin
- Erin Daniels (* 1973), US-amerikanische Schauspielerin
- Erin Fitzgerald (* 1972), kanadische Schauspielerin und Synchronsprecherin
- Erin Fleming (1941–2003), kanadische Schauspielerin
- Erin Gray (* 1950), US-amerikanische Schauspielerin
- Erin Gruwell (* 1969), US-amerikanische Lehrerin und Buchautorin
- Erin Hamlin (* 1986), US-amerikanische Rennrodlerin
- Erin Heatherton (* 1989), US-amerikanisches Model
- Erin Houchin (* 1976), US-amerikanische Politikerin
- Erin Karpluk (* 1978), kanadische Schauspielerin
- Erin Kelly (Schauspielerin) (* 1981), amerikanische Schauspielerin
- Erin Kelly (Schriftstellerin) (* 1976), britische Schriftstellerin
- Erin Krakow (* 1984), US-amerikanische Schauspielerin
- Erin McLeod (* 1983), kanadische Fußballspielerin
- Erin Mielzynski (* 1990), kanadische Wasserski- und Skirennläuferin
- Erin Moran (1960–2017), US-amerikanische Schauspielerin
- Erin Morgenstern (* 1978), US-amerikanische Autorin
- Erin Moriarty (* 1994), US-amerikanische Schauspielerin
- Erin Pizzey (* 1939), britische Familienaktivistin und Autorin
- Erin Sanders (* 1991), US-amerikanische Schauspielerin
- Erin Simms (* 1976), kanadische Schauspielerin und Sängerin
- Erin Wasson (* 1982), amerikanisches Model

### Männlicher Vorname
- Garrett Erin Reisman (* 1968), US-amerikanischer Astronaut

### Sonstige
- Erin Hunter, Sammelpseudonym von vier britischen Autorinnen
- Tami Erin (* 1974), US-amerikanische Schauspielerin und Model

## Sonstiges
- Zeche Erin, stillgelegtes Steinkohlebergwerk